# Quilago
Quilago, també anomenada Quillango o Quílago (Caranqui, circa 1490 - Cochasquí, circa 1515), és el nom popular amb el qual es coneix en l'Equador a la princesa caranqui Túpac Palla (altres la nomenen Palla Coca), que va ostentar el títol de Senyora de Cochasquí, així com el matriarcat del complex cerimonial i d'habitatge homònim, situat en la rodalia de l'actual ciutat de Tabacundo. Va ser, a més, una cap militar per al seu poble durant les batalles de resistència contra la expansió de l'Imperi incaic.

## Biografia
Nascuda possiblement a la ciutat de Caranqui, actual Ibarra, es desconeix la data exacta o la identitat dels seus pares. El nom totèmic pel qual és recordada és d'origen tsáfiki i significa dona felí o dona guia, per la qual cosa estudis recents concorden que en realitat es tracta d'un alt grau militar que se'ls atorgava a les líders de les nacionalitats del nord dels Andes equatorians, i per això és equiparable amb el de reina.
Alguns cronistes parlen de Quilago com la mare d'Atahualpa, encara que altres ho entenen com el llinatge femení del qual descendeix l'últim emperador inca, i no com la seva progenitora, ja que la princesa Paccha Duchicela també hauria portat el rang de Quilago.

## Defensa de Cochasquí
La seva història com a líder de la resistència del nord a l'avanç dels inques va ser recollida per primera vegada gràcies al sacerdot dominic Fernando de Montesinos, que la va obtenir d'uns manuscrits adquirits a Lima en 1637, cent cinquanta anys després d'esdevinguts els fets.
Quan les tropes de Huayna Cápac van arribar a les riveras del riu Pisque, durant el seu avanç conegut com Tercera expansió de l'Imperi incaic, es van trobar que de l'altre costat els esperava un nodrit exèrcit comandat per la Quilago de Cochasquí. La líder va defensar el seu territori mitjançant ardits i enginys bèl·lics dissenyats per generals aliats de Cayambi i Caranqui, que van evitar l'avanç dels inques durant prop de dos anys.
Segons la llegenda, els sacerdots del Cuzco li van dir a Huayna Cápac que les tropes de la Quilago li deixarien passar pel riu per a emboscar-lo de l'altre costat, i per a evitar-lo havia de llançar un cristall màgic amb la seva fona, la qual cosa no sols revelaria el lloc en el qual li estaria esperant la resistència, sinó que els consumirien en foc juntament amb els pasturatges. En la realitat es coneix que l'emperador va aconseguir burlar la defensa caranqui, prendre Cochasquí i fer presonera al seu líder. Malgrat això, l'inca va tenir grans atencions amb la princesa a causa del seu rang, per la qual cosa després d'un pagament en or i joies se li va permetre tornar al seu palau i caminar lliurement per la ciutat.
En una de les estades de la seva residència, Quilago va fer construir secretament una fossa en la qual, després de seduir-lo mitjançant un ball eròtic, hi llançaria Huayna Cápac per així assassinar-lo. Un intercanvi de missatges romàntics, alguns asseguren que sincers per part de l'inca, servirien per atreure'l al parany mortal, però poques hores abans els seus espies el van informar del pla. De totes maneres, l'emperador es va presentar aquesta nit al palau, però quan la princesa el va acostar a la fossa, l'inca la va prendre per sorpresa i va ser llançada dins, matant-la immediatament juntament amb els seus servents.
A conseqüència de l'assassinat de la Quilago de Cochasquí, els soldats de la resistència del nord es van armar de valor i van organitzar la defensa de la ciutat de Sarance, actual Otavalo. Els inques, tanmateix, acabarien conquistant la totalitat del territori després de la sagnant batalla de Yaguarcocha, al voltant de 1520.

## En la cultura popular
Quilago és representada en el videojoc d'estratègia Civilization 4, sent un personatge d'expansió creat pels mateixos fanàtics en 2013, per a convertir-la en una alternativa de líder de la civilització inca.